# Romanca
Romanca är en låt framförd av Kraljevi ulice och 75 Cents. Den är skriven av Miran Hadži Veljković.
Låten var Kroatiens bidrag i Eurovision Song Contest 2008 i Belgrad i Serbien. I semifinalen den 22 maj slutade den på fjärde plats med 112 poäng vilket kvalificerade bidraget för finalen den 24 maj. Där slutade det på tjugoförsta plats med 44 poäng.